# SuperZeke
SuperZeke (ang. Zeke’s Pad, 2008) – australijsko-kanadyjski serial animowany wyprodukowany przez Studio 100. W Polsce emitowany był na kanale ZigZap od 21 września do 18 października 2009 r.

## Opis fabuły
Czternastolatek Zeke Palmer prowadzi na co dzień nudne życie wraz ze swoją nieco dziwaczną rodziną. Jednak wszystko się zmienia, gdy znajduje ekstra urządzenie - pada, który ożywia wszystko poprzez rysowanie. 

## Bohaterowie
- Zeke Palmer - 14-letni chłopak. Inteligentny nastolatek, który posiada elektroniczny, magiczny pad, który ożywia to, co tylko Zeke narysuje.
- Rachel Palmer - siostra Zeke'a. Ma 13 lat. Lubi tańczyć i występować na scenie.
- Alvin Palmer - ojciec Zeke'a, lubi grać na dużych skrzypcach, a także na innych instrumentach.
- Ida Palmer - mama Zeke'a, świetnie gotuje. Bardzo dba o porządek.
- Ike Palmer - brat Zeke'a. Ma 17 lat i lubi ćwiczenia fizyczne.
- Jay Fritter - najlepszy przyjaciel Zeke'a. Pomaga mu w każdych sytuacjach. Zna się na komputerach jak nikt inny.
- Maxine Marx - przyjaciółka Zeke'a, w której ten się podkochuje (z wzajemnością). Mieszka w domu obok Palmerów. Uwielbia biegać.

## Wersja polska
Wersja polska: na zlecenie ZigZapa – Studio Publishing

Dialogi:
- Małgorzata Kochańska (odc. 1-8),
- Olga Latek (odc. 9-26)

Reżyseria: Tomasz Grochoczyński

Dźwięk i montaż: Jacek Kacperek

Kierownictwo produkcji: Mira Ornatowska

Wystąpili:
- Artur Pontek – Zeke Palmer
- Brygida Turowska – Ida Palmer
- Klaudiusz Kaufmann – Alvin Palmer
- Cynthia Kaszyńska – Rachel Palmer (odc. 1-16, 21-26)
- Katarzyna Tatarak – Rachel Palmer (odc. 17-20)
- Tomasz Błasiak – Ike Palmer
- Grzegorz Drojewski – Jay Fritter
- Iwona Rulewicz – Maxine Marx
- Jarosław Domin

i inni

## Spis odcinków
| Premiera odcinka | N/o | Polski tytuł         | Angielski tytuł            |
| ---------------- | --- | -------------------- | -------------------------- |
|                  |     |                      |                            |
| SERIA PIERWSZA   |     |                      |                            |
|                  |     |                      |                            |
| 21.09.2009       | 01  | Jesteś tym, co jesz  | You Art What You Eat       |
|                  |     |                      |                            |
| 22.09.2009       | 02  | Wielki ekran         | The Big Picture            |
|                  |     |                      |                            |
| 23.09.2009       | 03  | Szybki szkic         | Fast Draw                  |
|                  |     |                      |                            |
| 24.09.2009       | 04  | Sztuka bycia spoko   | The Art of Cool            |
|                  |     |                      |                            |
| 26.09.2009       | 05  | Nierozłączni         | Drawn Together             |
|                  |     |                      |                            |
| 27.09.2009       | 06  | Łapaj Szkica         | Fetch a Sketch             |
|                  |     |                      |                            |
| 28.09.2009       | 07  | Tyrania czystości    | Clean Slate                |
|                  |     |                      |                            |
| 29.09.2009       | 08  | Mały żart            | A Little Sketchy           |
|                  |     |                      |                            |
| 30.09.2009       | 09  | Autoportret          | Portrait of a Young Artist |
|                  |     |                      |                            |
| 01.10.2009       | 10  | Logika Zen           | Drawing Conclusions        |
|                  |     |                      |                            |
| 03.10.2009       | 11  | Portret rodzinny     | Family Portrait            |
|                  |     |                      |                            |
| 04.10.2009       | 12  | Król Zeke            | King of the Pad            |
|                  |     |                      |                            |
| 05.10.2009       | 13  | Komedia i dramat     | Sketch Comedy              |
|                  |     |                      |                            |
| 06.10.2009       | 14  | Być dziewczyną       | Gender Render              |
|                  |     |                      |                            |
| 07.10.2009       | 15  | Walentynki           | Brush with Love            |
|                  |     |                      |                            |
| 08.10.2009       | 16  | Utalentowany artysta | Gifted Artist              |
|                  |     |                      |                            |
| 09.10.2009       | 17  | Żywa rzeźba          | Unstill Life               |
|                  |     |                      |                            |
| 10.10.2009       | 18  | Romeo i Julia        | Wherefore Art Thou         |
|                  |     |                      |                            |
| 11.10.2009       | 19  | Anomalie pogodowe    | Artful Dodger              |
|                  |     |                      |                            |
| 12.10.2009       | 20  | Codziennie święto    | Drawn out Holiday          |
|                  |     |                      |                            |
| 13.10.2009       | 21  | Silny i silniejszy   | Art is Bigger than Life    |
|                  |     |                      |                            |
| 14.10.2009       | 22  | Camping              | Picture of Paradise        |
|                  |     |                      |                            |
| 15.10.2009       | 23  | Drzewo genealogiczne | Model Family               |
|                  |     |                      |                            |
| 16.10.2009       | 24  | Teleturniej          | Luck of the Draw           |
|                  |     |                      |                            |
| 17.10.2009       | 25  | Zawody               | Board Strokes              |
|                  |     |                      |                            |
| 18.10.2009       | 26  | Impreza              | Zeke’s Pad                 |
|                  |     |                      |                            |